# New Basket Brindisi
O New Basket Brindisi, também conhecido como "Happy Casa Brindisi" por motivos de patrocinadores, é um clube profissional situado na cidade de Brindisi, Apúlia, Itália que atualmente disputa a segunda divisão da Liga Italiana. Foi fundado em 1992 e manda seus jogos na PalaPentassuglia com capacidade para 3534 espectadores.

## Temporada por Temporada
| Temporada | Competiçoes Domésticas | Competiçoes Domésticas | Competiçoes Domésticas | Competiçoes Domésticas | Copa | Copa              | Competições Europeias | Competições Europeias | Competições Europeias |
| Temporada | Nível                  | Liga                   | Pos.                   | Pós Temporada          | Tier | Resultado         | Nível                 | Liga                  | Resultado             |
| --------- | ---------------------- | ---------------------- | ---------------------- | ---------------------- | ---- | ----------------- | --------------------- | --------------------- | --------------------- |
| 2009–10   | 2                      | LegaDue                | 1                      | DNP                    | 2    | Finalista         | –                     |                       |                       |
| 2010–11   | 1                      | Serie A                | 16                     | Rebaixado              | -    | –                 |                       |                       |                       |
| 2011–12   | 2                      | LegaDue                | 3                      | Finalista (prom)       | 2    | Campeão           | –                     |                       |                       |
| 2012–13   | 1                      | Serie A                | 12                     | -                      | -    | –                 |                       |                       |                       |
| 2013–14   | 1                      | Serie A                | 5                      | Quartas de Finais      | 1    | Semifinalista     | –                     |                       |                       |
| 2014–15   | 1                      | Serie A                | 6                      | Quartas de Finais      | 1    | Semifinalista     | 3                     | EuroChallenge         | QF                    |
| 2015–16   | 1                      | Serie A                | 9                      |                        | -    | -                 | 2                     | Eurocup               | TR                    |
| 2016-17   | 1                      | Serie A                | 9                      |                        | 1    | Quartas de Finais |                       |                       |                       |
| 2017-18   | 1                      | Serie A                | 14                     |                        |      |                   |                       |                       |                       |
| 2018-19   | 1                      | Serie A                | 5                      | Quartas de finais      | 1    | Finalista         |                       |                       |                       |
| 2019-20   | 1                      | Serie A                |                        |                        | 1    | Finalista         | 3                     | Liga dos Campeões     | TR                    |
| 2020-21   | 1                      | Serie A                | 2                      | Semifinalista          | 1    | Semifinalista     | 3                     | Liga dos Campeões     | T16                   |
| 2021-22   | 1                      | Serie A                | 11                     |                        | 1    | Quartas de Finais | 3                     | Liga dos Campeões     | TR                    |
| 2022-23   | 1                      | Serie A                | 7                      | Quartas de finais      | 1    |                   | 4                     | Copa Europeia         | TR                    |
| 2023-24   | 1                      | Serie A                | 16                     | Rebaixado              | -    | -                 | -                     | -                     | -                     |

## Jogadores Notáveis
| Anos 2010 - Andrea Zerini 4 temporadas: '11-'presente - Massimo Bulleri 2 temporadas: '13-'15 - Delroy James 2 temporadas: '13-'15 - Jerome Dyson 1 temporada: '13-'14 - Jonathan Gibson 1 temporada: '12-'13 - Yakhouba Diawara 1 temporada: '10-'11 | Anos 2000 - Nikola Radulovic 2 temporadas: '09-'10, '10-'11 - Joe Crispin 1 temporada: '09-'10 - Omar Thomas 1 temporada: '09-'10 - Alejandro Muro 2 temporada: '06-'08 |